# Cinéaqua
Cinéaqua è un acquario di Parigi, situato nel XVI arrondissement, tra il Trocadéro e la Senna. Fu aperto nel 1867.
L'acquario ospita circa 500 specie animali tra pesci e invertebrati, per un totale di circa 10 000 esemplari (non vegetali), tra cui 750 coralli. Le vasche riproducono gli ambienti acquatici della Senna, della Manica, dell'Atlantico, del Mediterraneo, della lagune della Caledonia e della Polinesia. Alcune sale presentano maxi-schermi nei quali vengono proiettati documentari.

## Galleria d'immagini

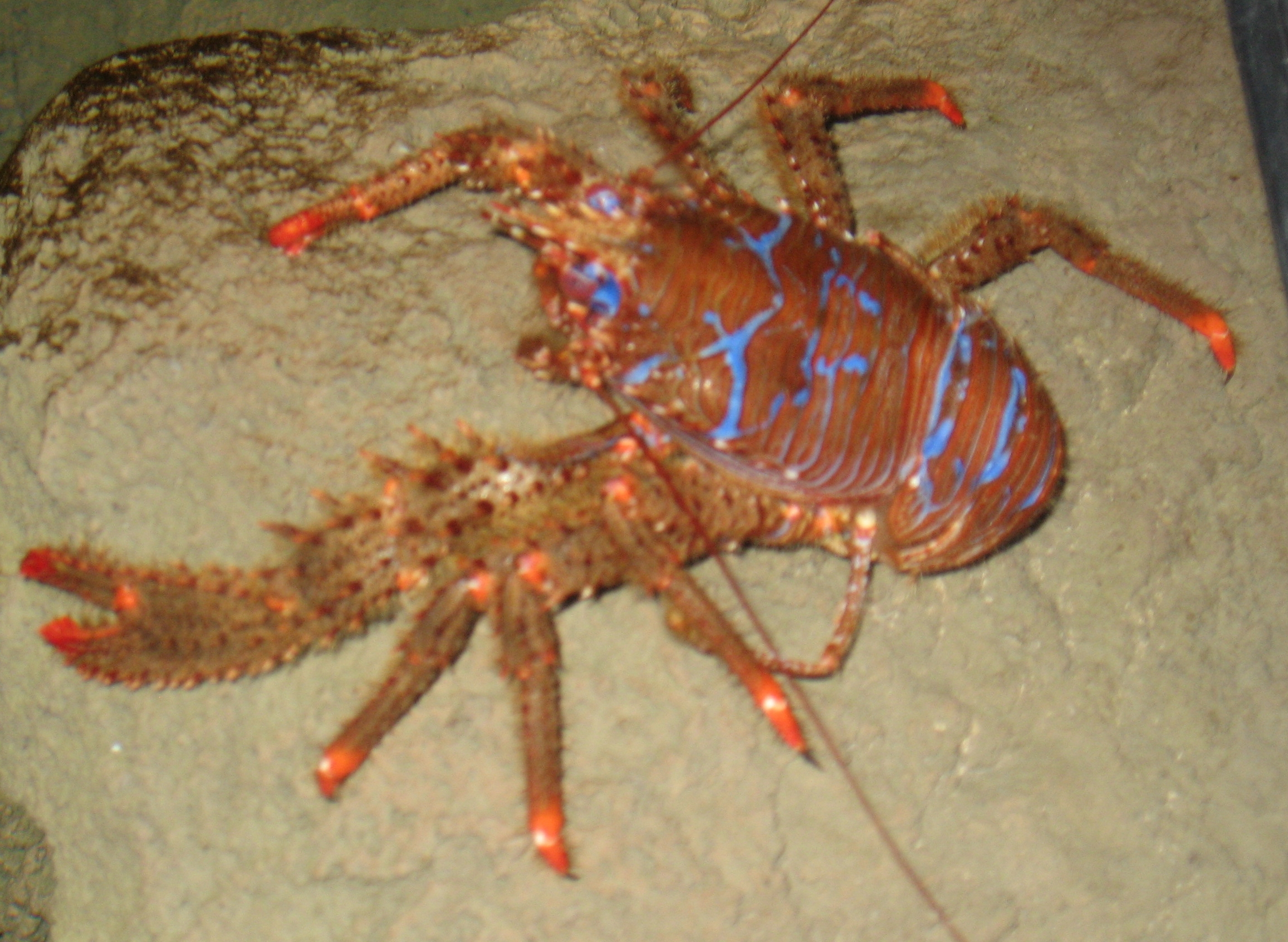
Galathea strigosa
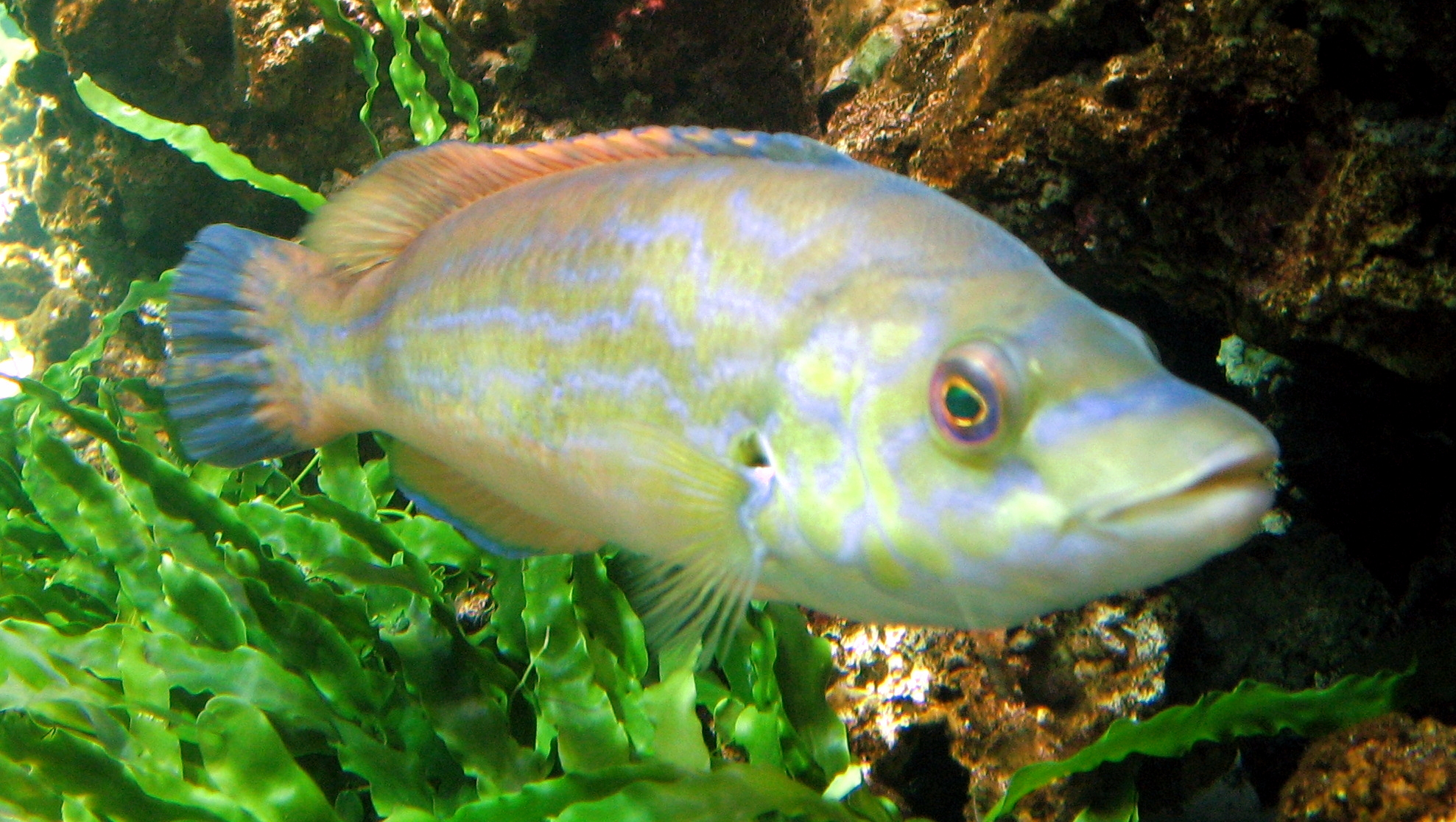
Tordo fischietto
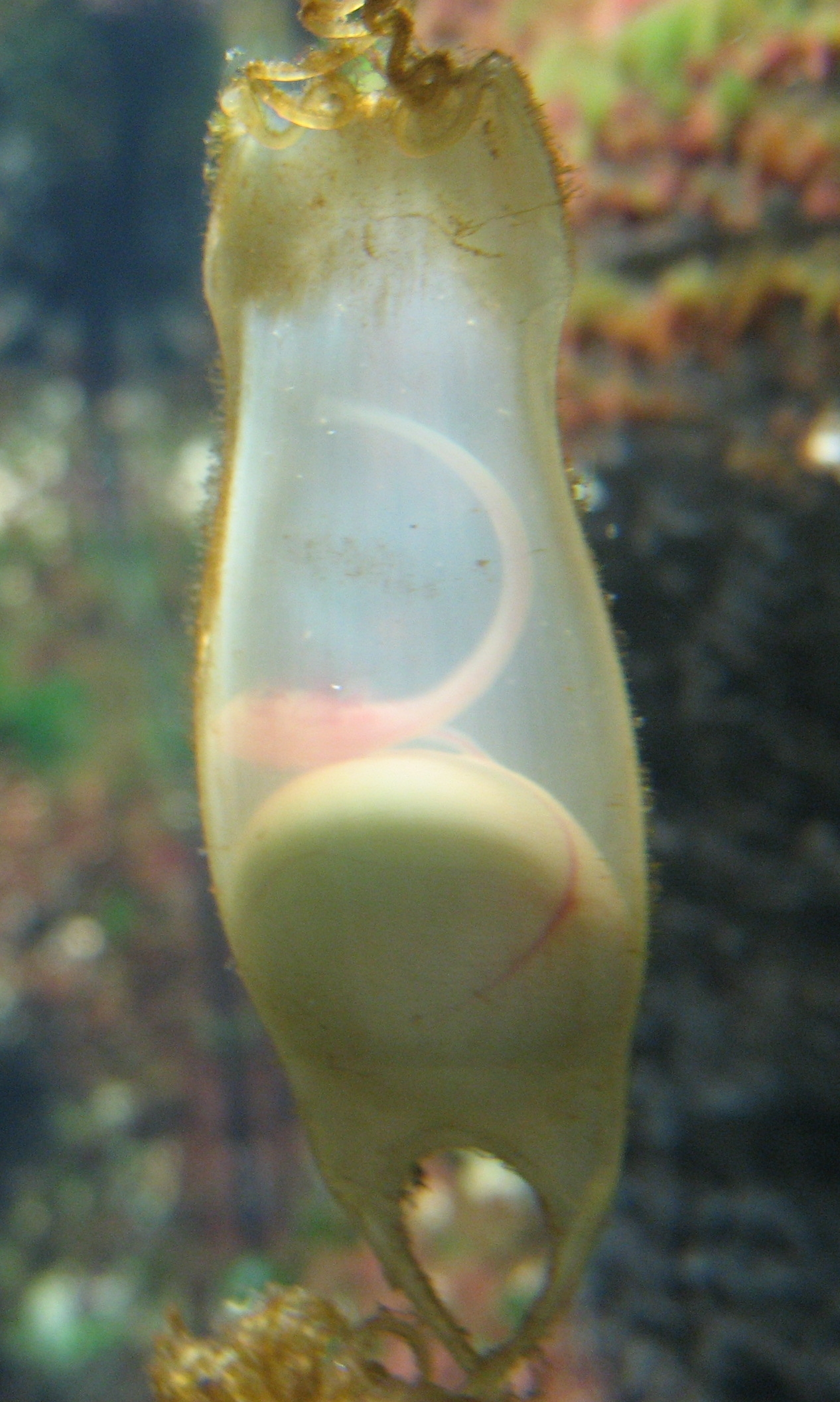
Gattuccio
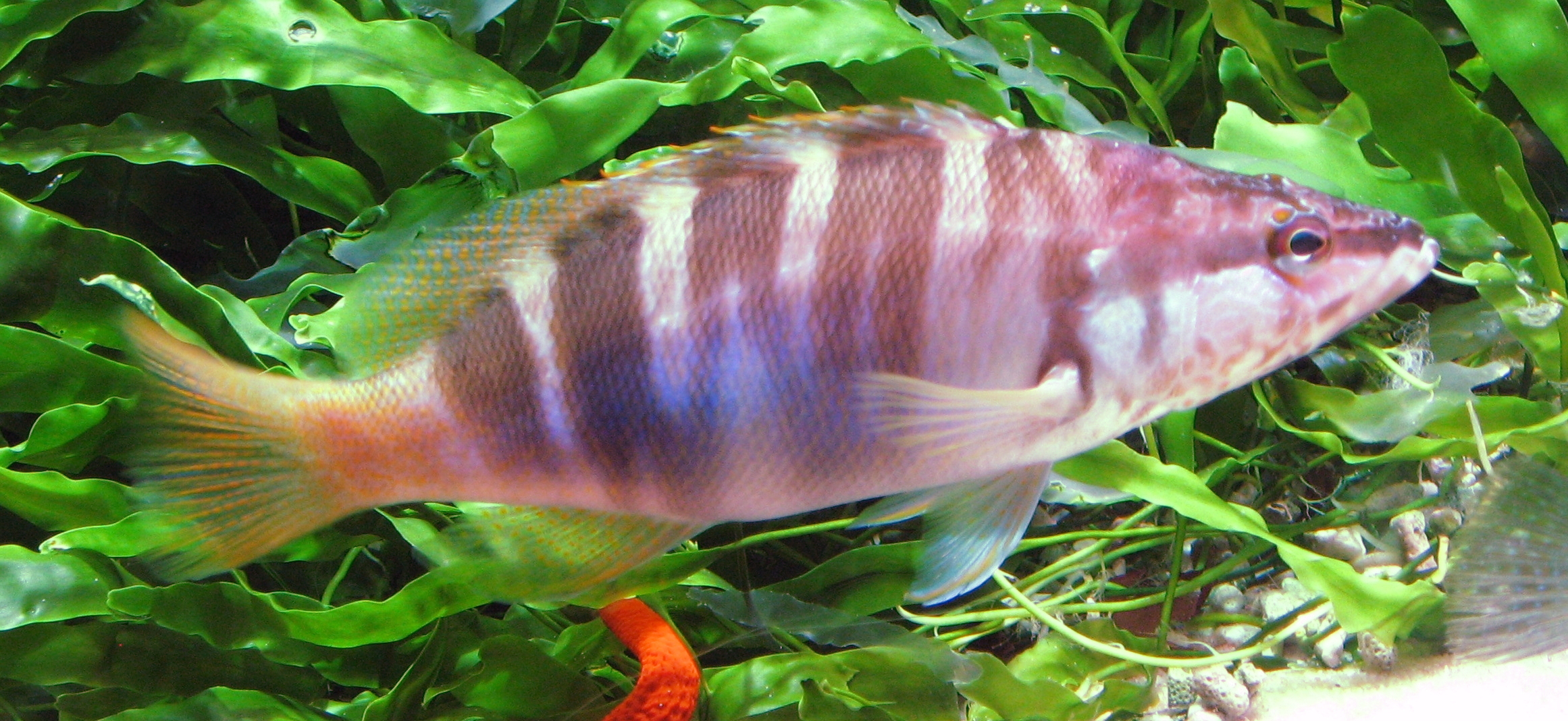
Sciarrano
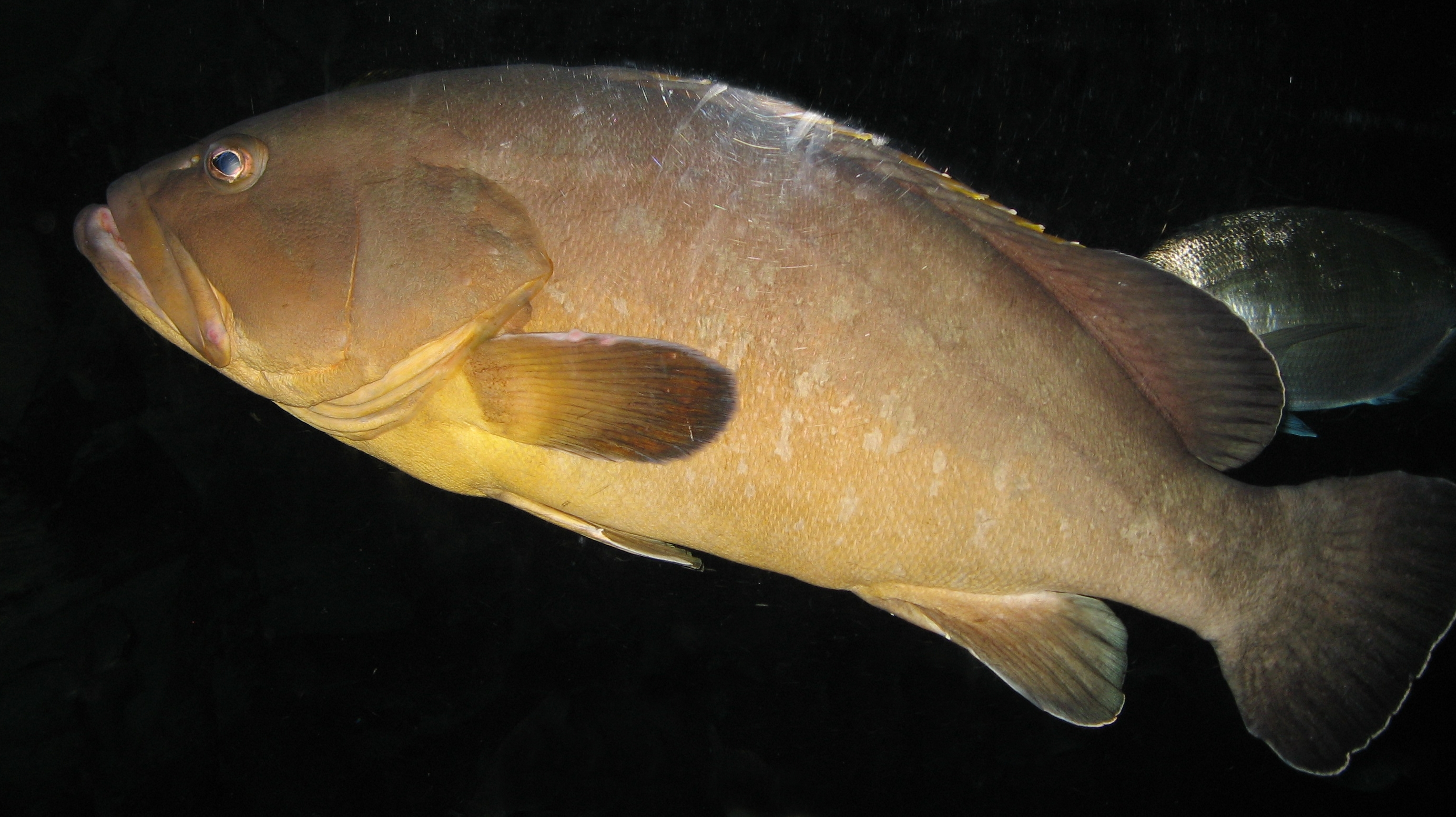
Cernia bruna
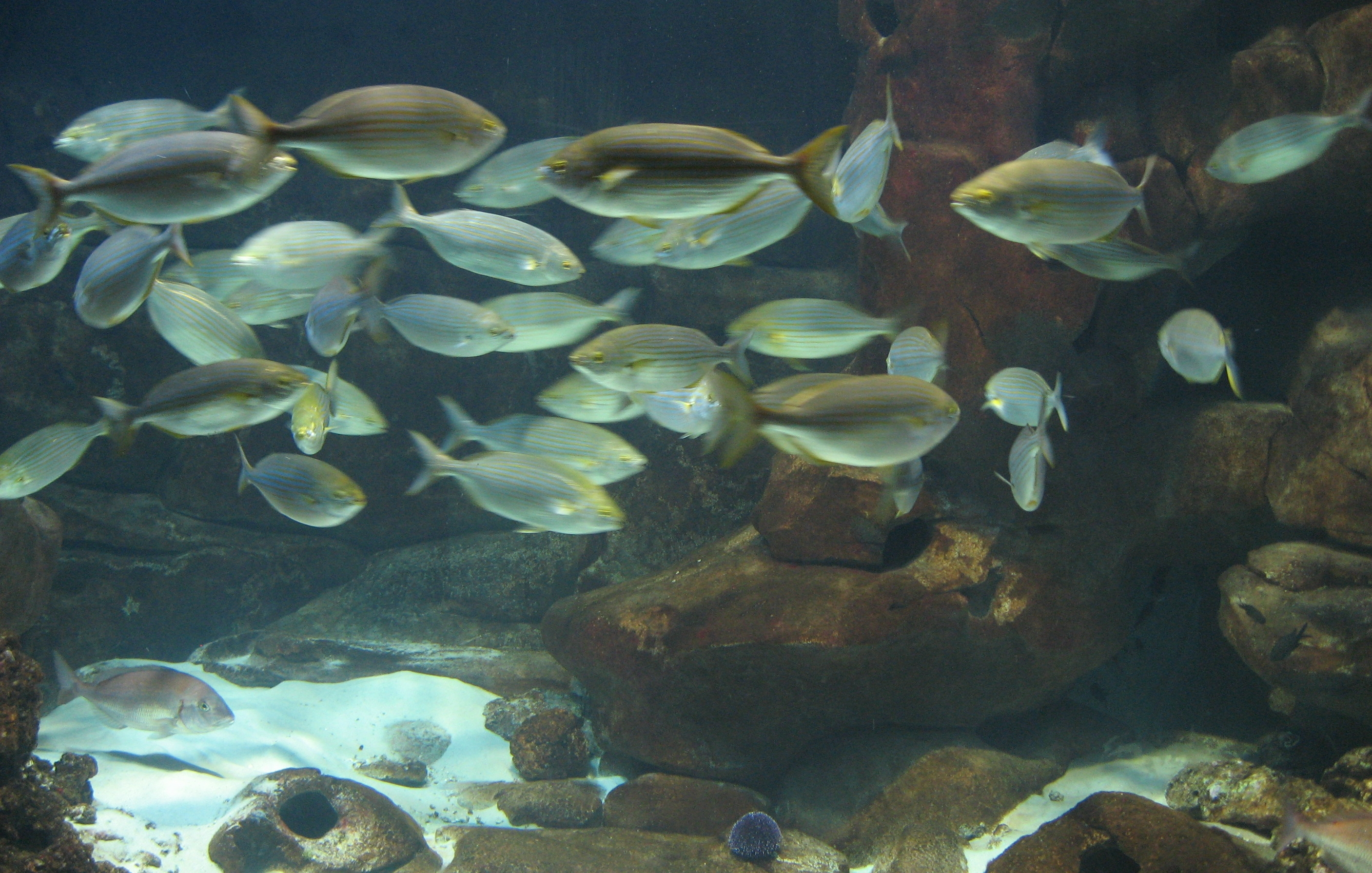
Salpa
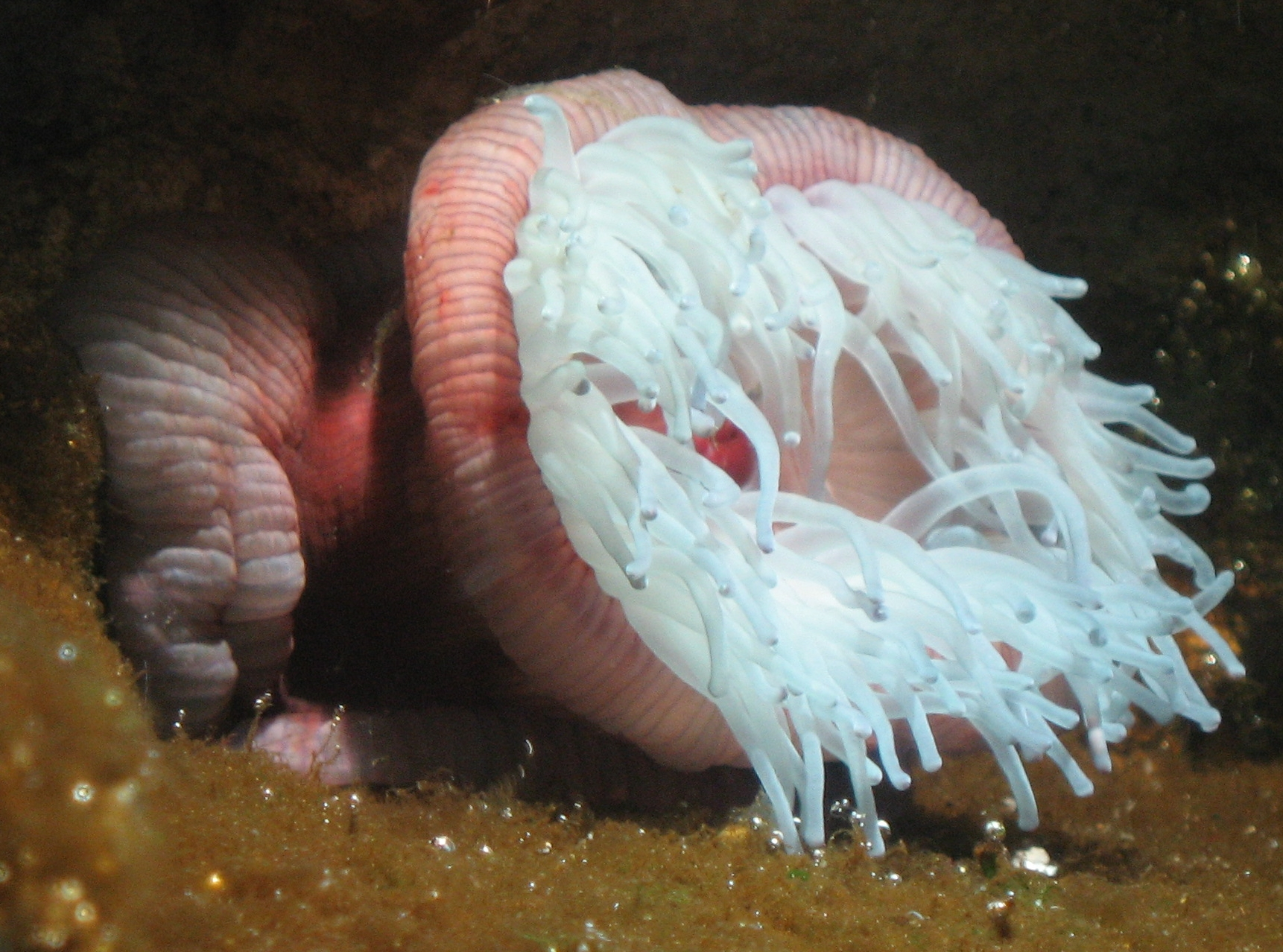
Pomodoro di mare
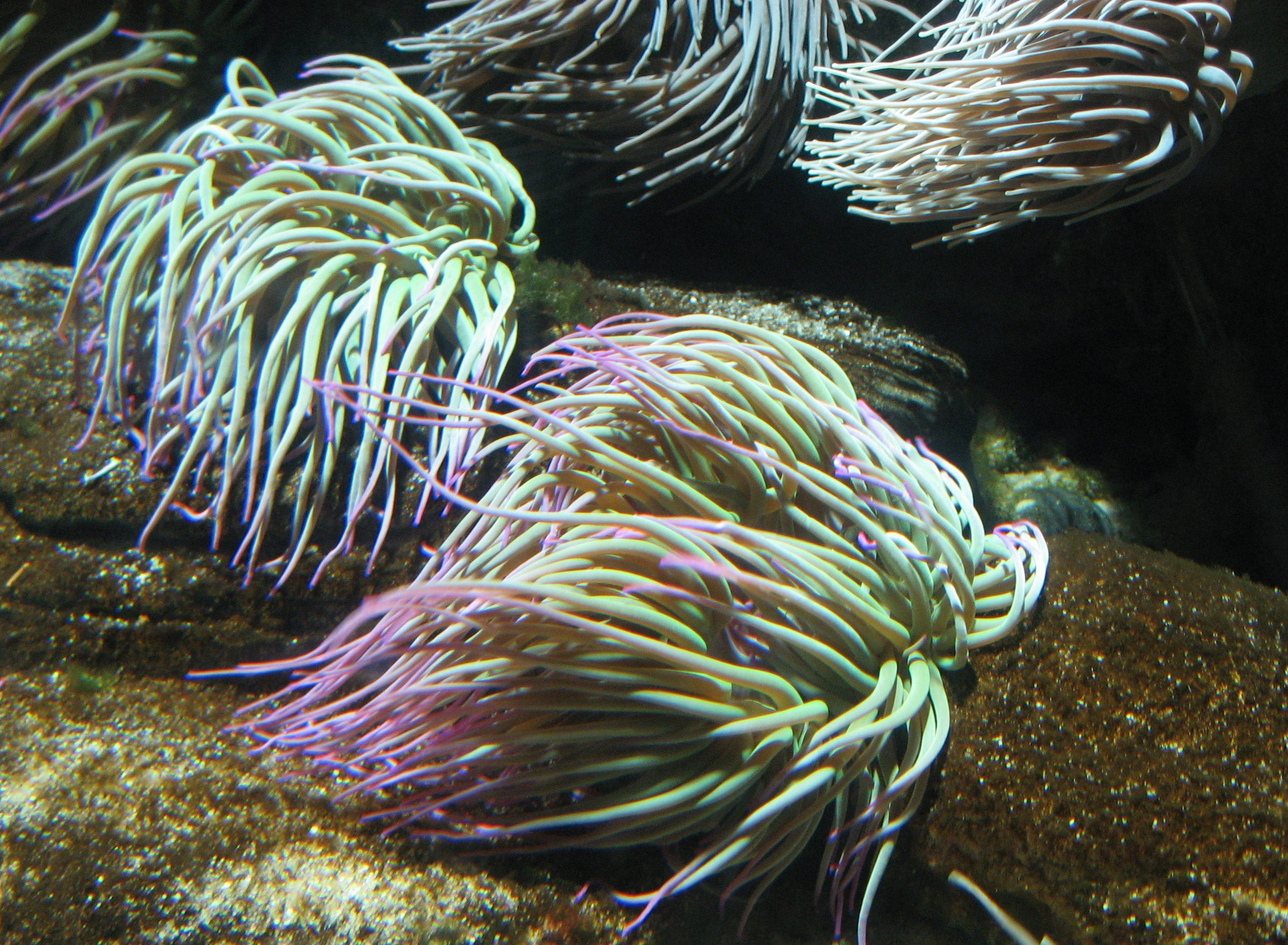
Capelli di Venere